# Corrector líquid

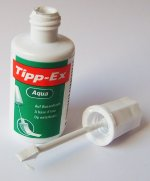
Tipp-Ex

El corrector líquid és un fluid blanc i opac que s'aplica sobre el paper per a tapar errors en el text. Hi ha pigment blanc que es troba dissolt en un dissolvent volàtil que s'evapora amb facilitat. Un cop evaporat el dissolvent, el pigment queda fixat i perd fluïdesa de tal manera que es pot escriure sobre el mateix fragment sobre el qual s'ha aplicat. Generalment es ven en ampolles menudes, que a l'interior de la caputxa que la tapa tenen un menut pinzell o una peça triangular amb una esponja, que es banya dins de l'ampolla i amb la qual s'aplica el corrector. Un dels primers correctors líquids va ser inventat el 1951 per la secretària Bette Nesmith Graham, fundadora de Liquid Paper.

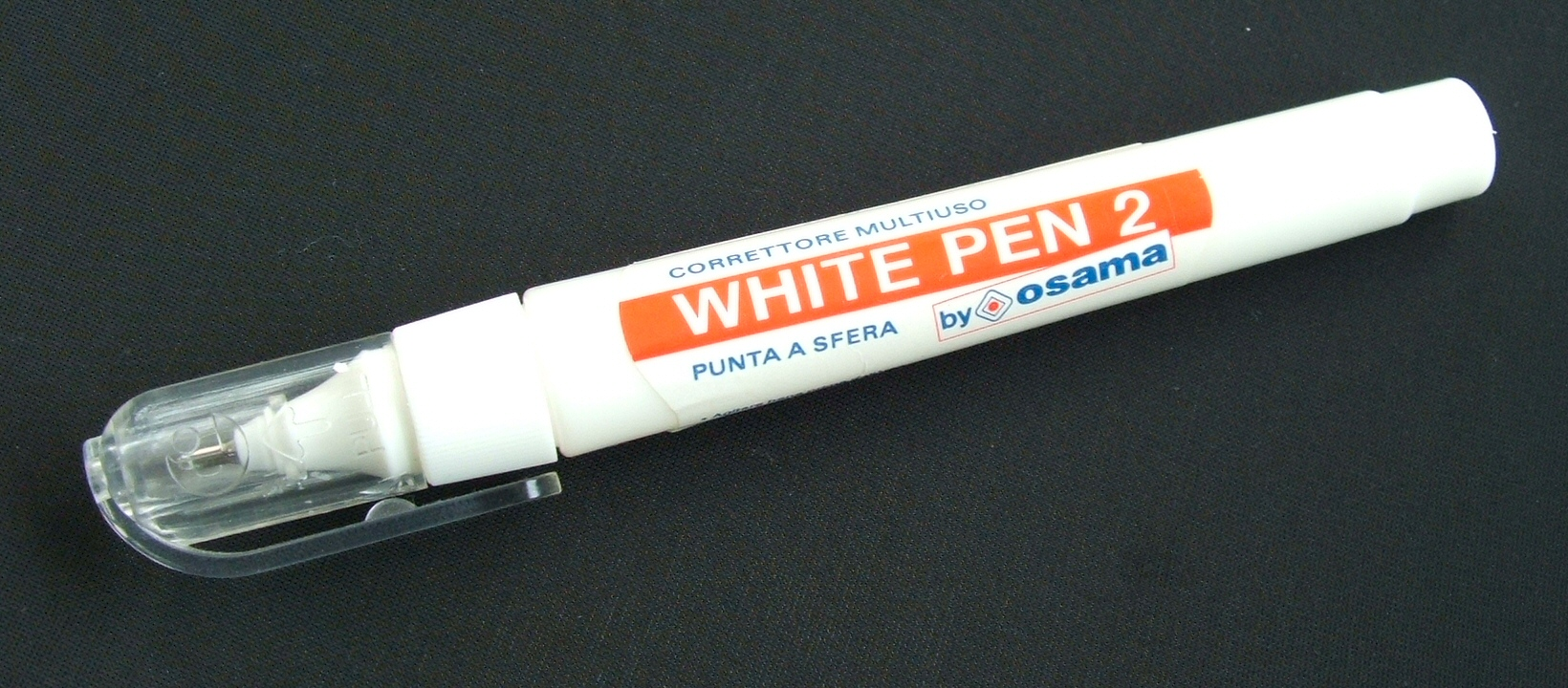
Llapidera de corrector líquid.

Des del 1989, el líquid corrector està disponible en format de llapis; al fer pressió amb la punta del llapis sobre el paper, desprèn una menuda quantitat del líquid.

## Marques famoses
El líquid corrector és popularment dit pel nom de les seues més famoses marques, alguns d'aquests són: 
- Snopake.
- Liquid Paper.
- Wite-Out.
- Tipp-Ex.
- White Away.
- Twink.
- Pentel.
- Aqua Kores.
- paper Mate.